# Kei Okami
Keiko Okami (en japonés: 岡見 京子 Okami Keiko; Prefectura de Aomori, 15 de agosto de 1859 - 2 de septiembre de 1941) fue una médica japonesa. Fue la primera mujer japonesa en obtener el título de medicina en una universidad Occidental.

## Primeros años
Keiko Okami cuyo nombre de nacimiento era Nishida Keiko, nació en la Prefectura de Aomori en 1859. Se graduó de la Escuela de Niñas Kyoritsu de Yokohama en 1878, y posteriormente impartió clases de inglés en la Escuela de Niñas Sakurai. A la edad de 25 años, se casó con Okami Senkichiro un profesor de arte. Posteriormente la pareja viajó a los Estados Unidos.

## Formación médica
En América, Kei Okami estudió en la Woman's Medical College of Pensilvania, recibiendo ayuda de la Sociedad Misionera Extranjera de Mujeres de la Iglesia Presbiteriana. Al cabo de cuatro años de estudio, se graduó en 1889, junto con Susan La Flesche Picotte. De esta forma, se convirtió en la primera mujer japonesa en obtener el título de médica en una universidad Occidental.

## Carrera médica
A su regreso a Japón, Keiko trabajó en el Hospital de Jikei (actual Facultad Universitaria de Medicina de Jikei), gracias a una invitación del doctor Takaki Kanehiro. Posteriormente, abre su propia clínica en las afueras de su hogar en Akasaka Tameike, Minato.
Posteriormente, se retiró de la práctica, y ejerció como vicedirectora de la Escuela de Niñas Shoei (predecesora de la Escuela Primaria y Secundaria de Niñas Shoei), la cual fue fundada por su cuñado Kiyomune. En 1897, abrió un pequeño hospital para mujeres enfermas, en asociación con su amiga, la Señora True. También estableció una escuela de enfermería en el hospital. El hospital cerró después de nueve años, debido a la escasez de pacientes, en su mayoría consistente en predicadoras extranjeras. Posteriormente, se retiró debido a que padeció cáncer de mama. Como cristiana presbiteriana devota, Keiko también trabajó como misionera en Japón.